# Неокарнапівська метаонтологія
Неокарнапівська метаонтологія(неокарнапівська парадигма) — це одна з основних парадигм метаонтології в аналітичній філософії, яка є подальшим розвитком ідей Рудольфа Карнапа.

## Історія
Спирається в основному на ідеї Рудольфа Карнапа (1891-1970) і насамперед на його ідею про мовні каркаси. Основі представники — Елі Хірш та Емі Томассон.

## Положення

### Головне питання онтології
Головне питання онтології в неокарнапівській парадигмі — «Що є?». Також неокарнапівську метаонтологію можна класифікувати методом Джонатана Шаффера залежно від їхнього погляду на онтологічну (метафізичну) структуру реальності. Неокарнапівська метаонтологія належить до плоскої структури. Тобто мета метафізичного дослідження - складання неструктурованого списку існуючого.

### Дефляційна позиція
Неокарнапівська парадигма в метаонтології є дефляційною, вона прагне знецінення значимості онтології та онтологічних суперечок між філософами.
Елі Хірш вважає, що суперечки онтологів не є справжніми, змістовними суперечками, оскільки кожну зі сторін можна розглядати, як говорить на власному мові, якою її висловлювання істинні. Емі Томассон погоджується зі змістовним характером онтологічних суперечок, але вважають їх легко вирішними, виходячи з правил застосування тих слів, за допомогою яких вони сформульовані. В результаті обидві неокарнапівські теорії приходять до дефляційних висновків - важливість і труднощі онтологічних суперечок різко знижується, вони стають або словесними, або легко вирішуються.

### Каркас
Центральне місце в позитивному погляді займає різницю між внутрішніми та зовнішніми питаннями та поняття каркасів. Каркас є системою правил або способів мови, яким повинні бути підпорядковані всі висловлювання, що відбуваються у його рамках. Наприклад, каркас математики дає нам правила, способи обговорення існування та характеристик чисел і інших математичних об'єктів. Внаслідок цього всі онтологічні питання про існування об'єктів із цього класу є внутрішніми, тобто ставити їх та відповідати на них можна лише в рамках мовного каркасу. Зовнішніми будуть питання існування чи реальності самого класу загалом. Пошук зовнішньої відповіді на запитання вже не підкоряється правилам каркасу – глянувши на, наприклад, стіл і знайшовши там кухоль, ми зможемо цим довести реальне існування зовнішнього світу фізичних об'єктів і спростувати скептицизм щодо нього. На думку Карнапа, якщо питання існування задається поза рамок якогось каркаса, він – погано сформульований і відповісти на нього неможливо. Єдина можливість урятувати свідомість такого питання – оголосити його практичним питанням про вибір того чи іншого каркасу. Практичне ж переконання диктується суто прагматичними міркуваннями – зручністю, простотою тощо використання відповідного каркаса. У теоретичному сенсі жоден каркас нічим не кращий за інший.

### Теорії
Традиційна інтерпретація Карнапа пов'язує його ідеї про мовних каркасах та поділу питань на зовнішні та внутрішні з антиреалізмом та верифікаціонізмом. Але впливові неокарнапівські метаонтологічні теорії відходять від цієї традиційної інтерпретації та відкидають крайній антиреалізм та верифікаційність.

#### Елі Хірш
Відповідно до його підходу існує кілька рівноправних мов, кожна з яких описує реальність не краще і не гірше за інше. При цьому різні онтологічні позиції виявляються істинними, якщо висловлювати їх відповідною мовою. В результаті все суперечки та розбіжності між філософами виявляються суто словесними. При розгляді різних мов Хірш використовує ортодоксальну куайновську ідею про те, що найкращим виразом для нашого поняття існування є квантор ∃: у різних мовах значення цього квантора по-різному, у зв'язку з чим стає можливим істинно стверджувати існування, наприклад, часових частин пердурантистською мовою та істинно заперечувати їх ендурантистською. Ця доктрина Хірша одержала назву теорії кванторної мінливості.

#### Емі Томассон
Ідею про підпорядкованість усіх онтологічних висловлювань певним правилам розвиває Емі Томассон. У її теорії всі онтологічні питання можна назвати внутрішніми в карнапівському сенсі, але в результаті цього вона приходить не до антиреалістичних, а до дефляційних висновків: оскільки всі ми говоримо спільною для нас природною мовою, то знаючи правила застосування слів певної мови, ми легко можемо відповісти на всі онтологічні питання, використовуючи лише концептуальну компетентність та емпіричну інформацію. З легко емпірично підтверджуваного факту, що на столі стоїть червоний кухоль, компетентний носій мови може вивести, що йому притаманна властивість почервоніння, а отже, властивості існують. Як і у випадку з суто словесними суперечками Хірша відбувається знецінення онтологічних питань, але з іншої причини – через легкість відповіді на них.